# Mistrzostwa Świata w Judo 1971
7. Mistrzostwa Świata w Judo odbyły się w dniach 2-4 września 1971 r. w niemieckim mieście Ludwigshafen am Rhein. Rywalizowali w nich tylko mężczyźni w pięciu kategoriach wagowych i jednej otwartej.

## Klasyfikacja medalowa
| Miejsce | Państwo          |   |   |    | Razem |
| ------- | ---------------- | - | - | -- | ----- |
| 1       | Japonia          | 5 | 4 | 2  | 11    |
| 2       | Holandia         | 1 | 0 | 0  | 1     |
| 3       | RFN              | 0 | 1 | 1  | 2     |
| .       | ZSRR             | 0 | 1 | 1  | 2     |
| 5       | Wielka Brytania  | 0 | 0 | 2  | 2     |
| .       | NRD              | 0 | 0 | 2  | 2     |
| 7       | Brazylia         | 0 | 0 | 1  | 1     |
| .       | Polska           | 0 | 0 | 1  | 1     |
| .       | Francja          | 0 | 0 | 1  | 1     |
| .       | Korea Południowa | 0 | 0 | 1  | 1     |
| Razem   | Razem            | 6 | 6 | 12 | 24    |

## Medaliści

### Mężczyźni
| Konkurencja: | Złoto:              | Srebro:             | Brąz:                           |
| −63kg        | Takao Kawaguchi     | Toyokazu Nomura     | Siergiej Suslin Choi Jong-sam   |
| −70kg        | Hisashi Tsuzawa     | Hiroshi Minatoya    | Dietmar Hötger Antoni Zajkowski |
| −80kg        | Shozo Fujii         | Masahiga Shigematsu | Guy Auffray David Starbrook     |
| −93kg        | Fumio Sasahara      | Nobuyuki Sato       | Helmut Howiller Chiaki Ishii    |
| +93 kg       | Wim Ruska           | Klaus Glahn         | Hisakazu Iwata Keith Remfry     |
| Open         | Masatoshi Shinomaki | Witalij Kuzniecow   | Shinobu Sekine Klaus Glahn      |